# Casa de los Vélez
La casa de los Vélez es una casa nobiliaria española originaria de la Corona de Castilla, cuyo nombre proviene del marquesado de los Vélez, título con grandeza de España que ostenta su jefe o cabeza. Tradicionalmente el marquesado de Molina lo llevaba el heredero de la casa, aunque hoy en día el título está separado de la línea principal del linaje. La casa de los Vélez, originalmente surgida de la casa de Fajardo, pasó a lo largo del tiempo a la casa de Paternò, la casa de Villafranca del Bierzo y a la casa de Medina Sidonia.

## Historia

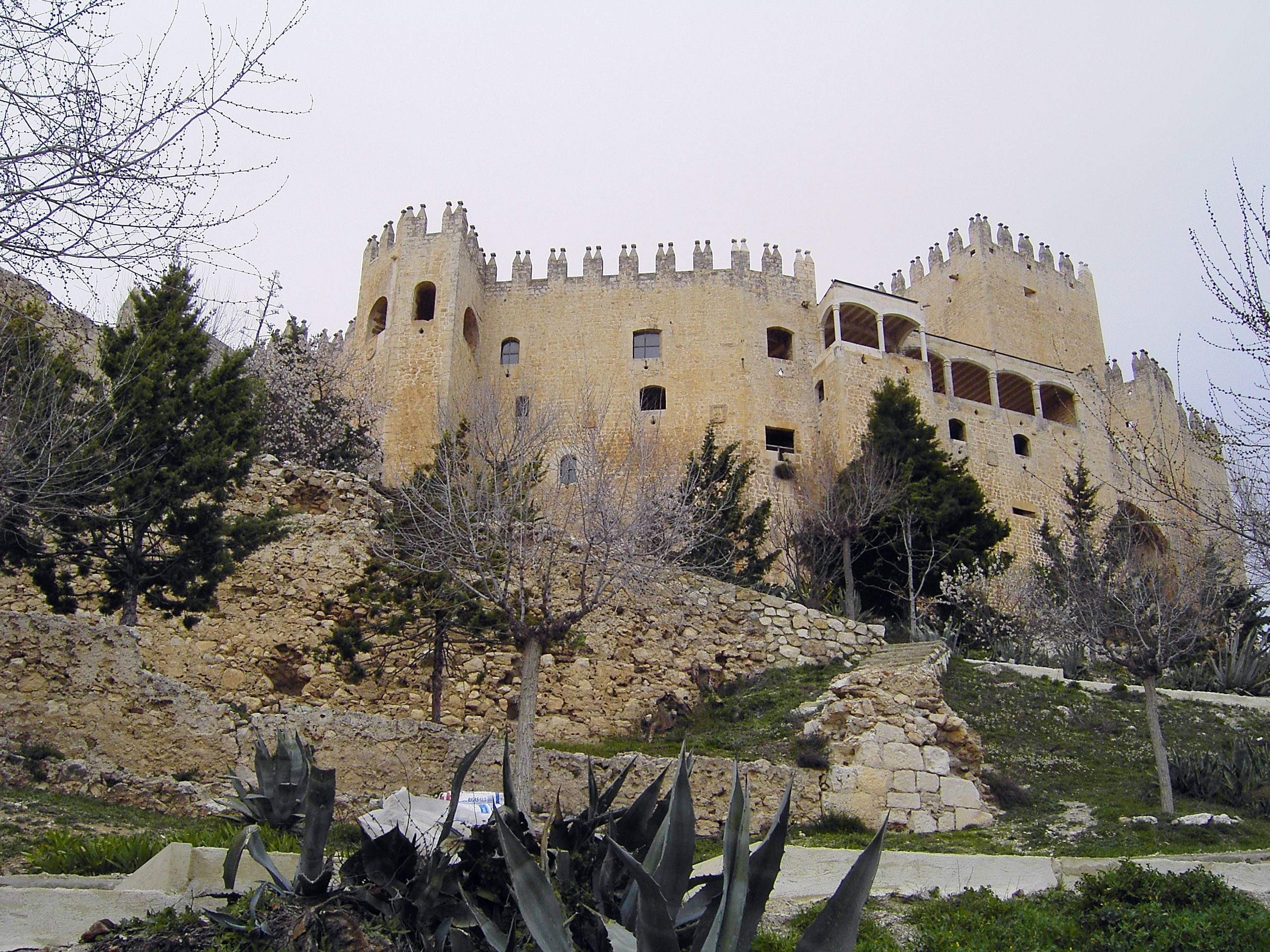
El castillo de Vélez-Blanco en la Provincia de Almería.

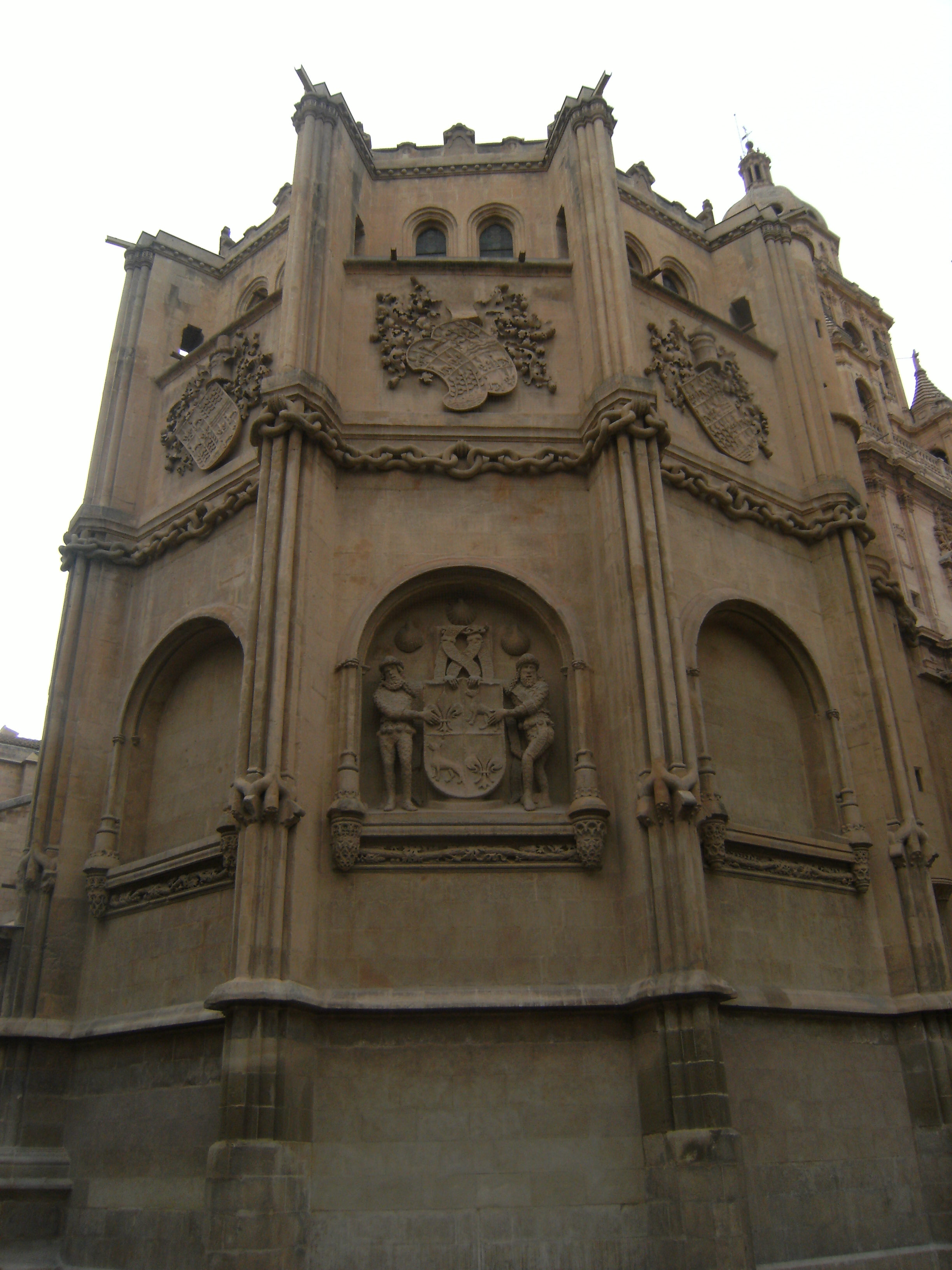
Exterior de la Capilla de los Marqueses de los Vélez (Los Fajardo) en la Catedral de Murcia.

La casa de Fajardo, a lo largo de su historia llegó a reunir las casas aragonesas de Martorell, Bivona y Paternò, hasta que se unió a la casa de Villafranca del Bierzo, por el matrimonio de Catalina de Moncada y Fajardo, VIII marquesa de los Vélez, con Fadrique Álvarez de Toledo y Fernández de Córdoba, VIII marqués de Villafranca del Bierzo. Con el tiempo, en esta rama de los Álvarez de Toledo revertiría la casa de Medina Sidonia, con lo que actualmente la casa de los Vélez está integrada en esta última, siendo su actual jefe Leoncio González de Gregorio y Álvarez de Toledo, XIX marqués de los Vélez.

### Miembros
Entre los más significados se incluyen:
1. Alfonso Yánez Fajardo, I Señor de Molina y Adelantado del Reino de Murcia.
2. Juan Alfonso Fajardo, II Señor de Molina.
3. Pedro Fajardo y Quesada, III Señor de Molina y Adelantado del Reino de Murcia.
4. Alonso Fajardo el Bravo, Alcaide de Lorca.
5. Luisa Fajardo y Manrique de Lara, IV Señora de Molina
6. Pedro Fajardo y Chacón, V Señor de Molina y I marqués de los Vélez
7. Luis Fajardo y de la Cueva, I Marqués de Molina y II marqués de los Vélez
8. Pedro Fajardo y Fernández de Córdoba, II Marqués de Molina y III marqués de los Vélez
9. Luis Fajardo y Requeséns, III Marqués de Molina y IV marqués de los Vélez
10. Pedro Fajardo y Pimentel, IV Marqués de Molina y V marqués de los Vélez
11. Fernando Fajardo y Álvarez de Toledo, V Marqués de Molina y VI marqués de los Vélez
12. María Teresa Fajardo y Álvarez de Toledo, VI marquesa de Molina y VII marquesa de los Vélez
13. Catalina de Moncada y Fajardo, VII marquesa de Molina, VIII marquesa de los Vélez y IX duquesa de Montalto
14. Fadrique Álvarez de Toledo y Aragón, VIII marqués de Molina, IX marqués de los Vélez y IX marqués de Villafranca
15. Antonio Álvarez de Toledo y Pérez de Guzmán, IX marqués de Molina, X marqués de los Vélez y X Marqués de Villafranca
16. José Álvarez de Toledo y Gonzaga, X marqués de Molina, XI marqués de los Vélez y XV duque de Medina Sidonia
17. Francisco de Borja Álvarez de Toledo y Gonzaga, XI marqués de Molina, XII marqués de los Vélez y XVI duque de Medina Sidonia
18. Pedro de Alcántara Álvarez de Toledo y Palafox, XII marqués de Molina, XIII marqués de los Vélez y XVII duque de Medina Sidonia
19. José Álvarez de Toledo y Silva, XIII marqués de Molina, XIV marqués de los Vélez y XVIII duque de Medina Sidonia
20. Alonso Álvarez de Toledo y Caro, XV marqués de los Vélez
21. Joaquín Álvarez de Toledo y Caro, XIV marqués de Molina, XVI marqués de los Vélez y XIX duque de Medina Sidonia
22. Alonso José Álvarez de Toledo y Caro, XV marqués de Molina
23. Joaquín Álvarez de Toledo y Caro, XVII marqués de los Vélez y XX duque de Medina Sidonia
24. José Márquez y Álvarez de Toledo, XVI marqués de Molina y IV duque de Santa Cristina
25. Luisa Isabel Álvarez de Toledo y Maura, XVIII marquesa de los Vélez y XXI duquesa de Medina Sidonia
26. Leoncio Alonso González de Gregorio y Álvarez de Toledo, XIX marqués de los Vélez y XXII duque de Medina Sidonia.

## Títulos

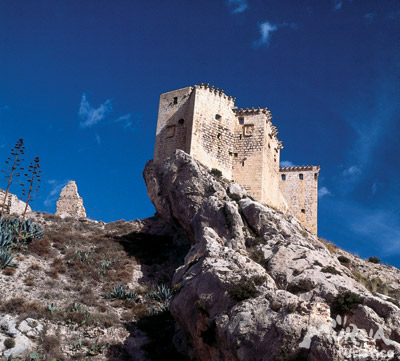
El castillo de Mula, encaramado en uno de los riscos que dominan la ciudad. Esta fortaleza fue construida por el I Marqués de los Vélez en 1520, tras el levantamiento de la oligarquía de la villa que se negaba a aceptarle como señor feudal. Consta de una torre del homenaje, otra torre llamada del aljibe y un patio de armas conocido como la plaza baja.

- Marquesado de los Vélez, con Grandeza de España.
- Marquesado de Molina
- Señorío de Mula
- Adelantazgo Mayor y Capitanía General del Reino de Murcia
- Alcaidía de Lorca

## Mecenazgo
Bajo el patrocinio de los Vélez se realizaron entre los siglos XV y XVI muy importantes obras de arte en las provincias de Murcia y Almería, como:
- El Castillo de Vélez-Blanco. Fastuosa obra de arte, pionera del Renacimiento en España. Desgraciadamente la mayor parte de sus elementos decorativos se encuentran en el Museo Metropolitano de Nueva York.
- La Capilla de los Vélez en la Catedral de Murcia. Gran obra del gótico flamígero, panteón familiar del marquesado.
- El Castillo de los Vélez de Cuevas del Almanzora
- El Castillo de los Vélez en Mula
- El Castillo de los Vélez en Mazarrón (en ruinas)